# Tour Barbeau
Pour les articles homonymes, voir Barbeau.
La tour Barbeau était une des principales tours de l'ancienne enceinte de Philippe Auguste de Paris, construite entre 1190 et 1209.

## Tours du coin de l'enceinte de Philippe Auguste

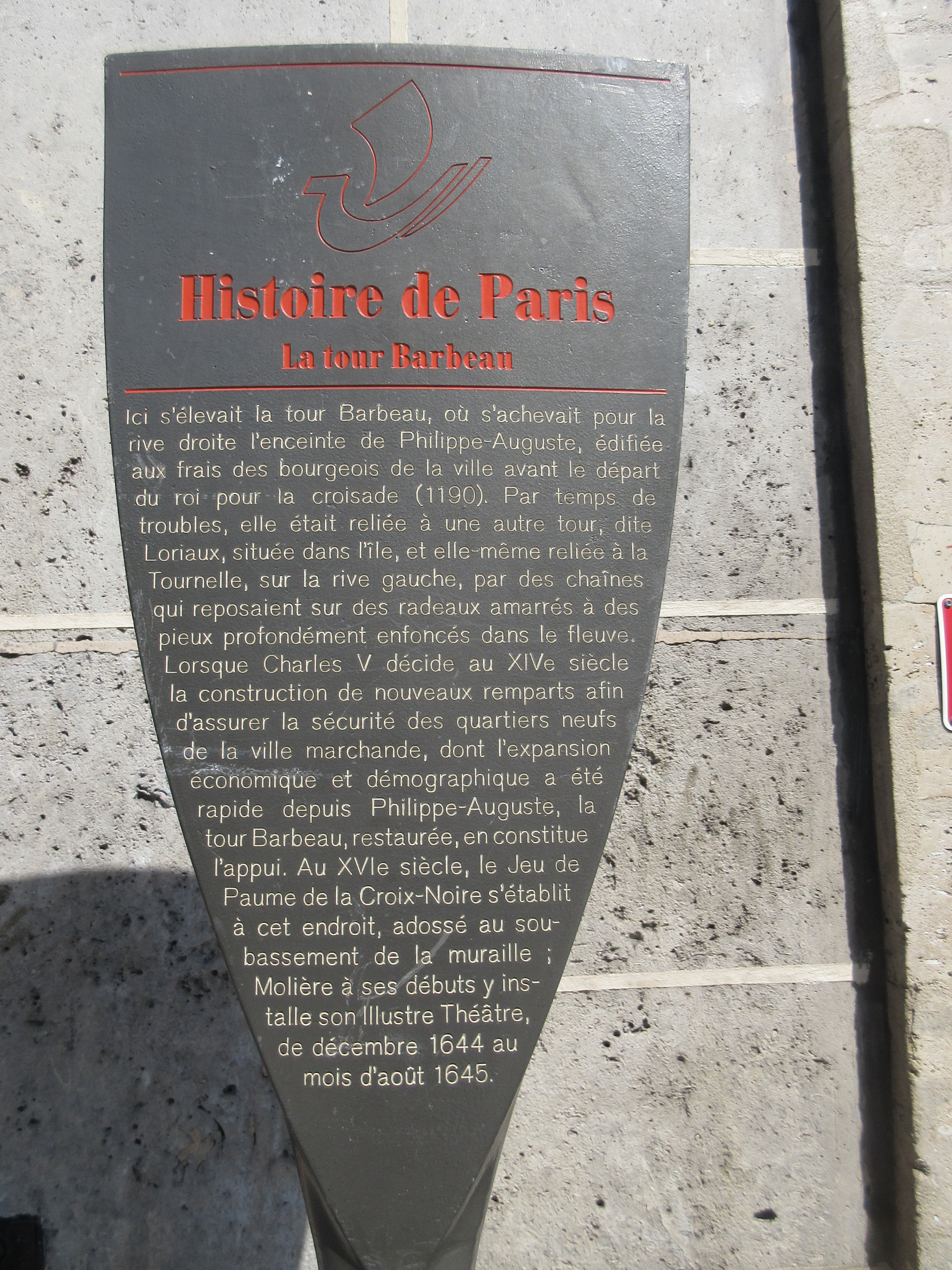
Panneau Histoire de Paris
« La Tour Barbeau »

L'enceinte de Philippe Auguste comportait quatre tours importantes pour protéger la ville contre des attaques venant de la Seine. Deux en aval donc à l'ouest, les plus fortes en cas d'attaque venant de la Normandie :
- tour du Coin (rive droite)
- tour de Nesle (rive gauche)

Deux en amont, donc à l'est :
- tour Barbeau (rive droite)
- la tour Saint-Bernard, rapidement remplacée par le château de la Tournelle (rive gauche)

La nuit, des chaînes posées sur des bateaux installés au milieu du fleuve reliaient les deux tours et empêchaient des incursions à partir du fleuve, comme l'incursion viking de 885-887.

## Tour Barbeau
Elle était située à l'emplacement actuel du 32, quai des Célestins,.
Comme les autres tours du coin de l'enceinte, elle faisait 25 m de haut et 10 m de diamètre.
Elle était reliée à la tour Loriaux, située dans une île du même nom (aujourd'hui disparue) au milieu du fleuve, et elle-même reliée au château de la Tournelle, sur la rive gauche, par des chaînes qui reposaient sur des radeaux amarrés à des pieux profondément enfoncés dans le fleuve,.
Lorsque Charles V décide au XIVe siècle la construction de nouveaux remparts extérieurs afin d’assurer la sécurité des quartiers neufs de la ville marchande, dont l’expansion économique et démographique avait été rapide, la tour Barbeau est restaurée et en constitue l’appui à l'extrémité d'un mur de fortification construit vers 1370 le long de la Seine à partir de la tour de Billy,.
Au XVIe siècle, le jeu de paume de la Croix-Noire s’établit à cet endroit, adossé au soubassement de la muraille. Molière à ses débuts y installe son illustre théâtre de décembre 1644 à août 1645,.
Devenue inutile, elle est détruite au XVIIe siècle. De nos jours, une borne de Paris sise au 32, quai des Célestins en rappelle l'existence.

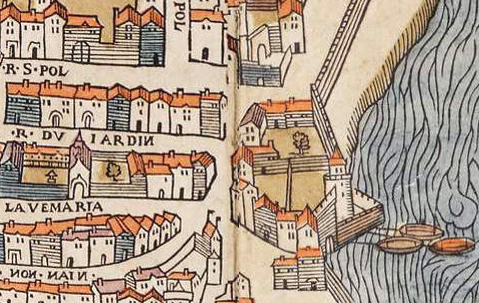
La tour Barbeau sur le plan de Truschet et Hoyau (vers 1550) avec des vestiges de l'enceinte de Charles V.
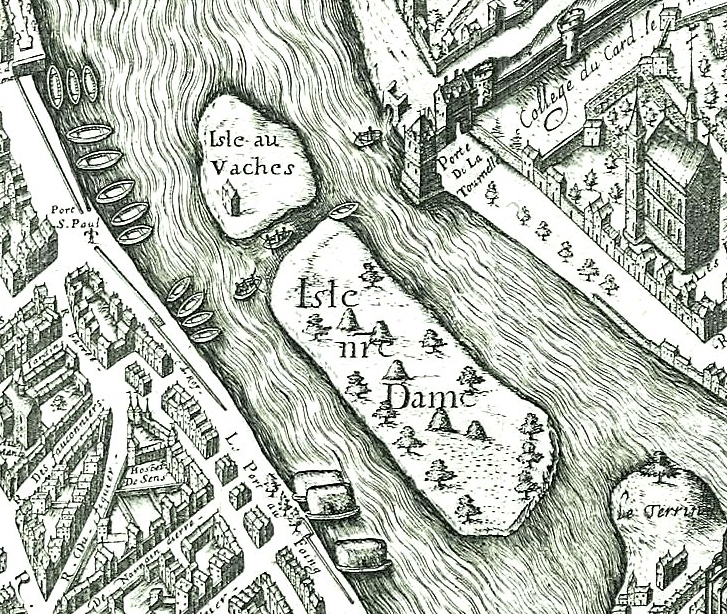
La tour n'existe plus en 1609 (plan de Vassalieu, 1609).
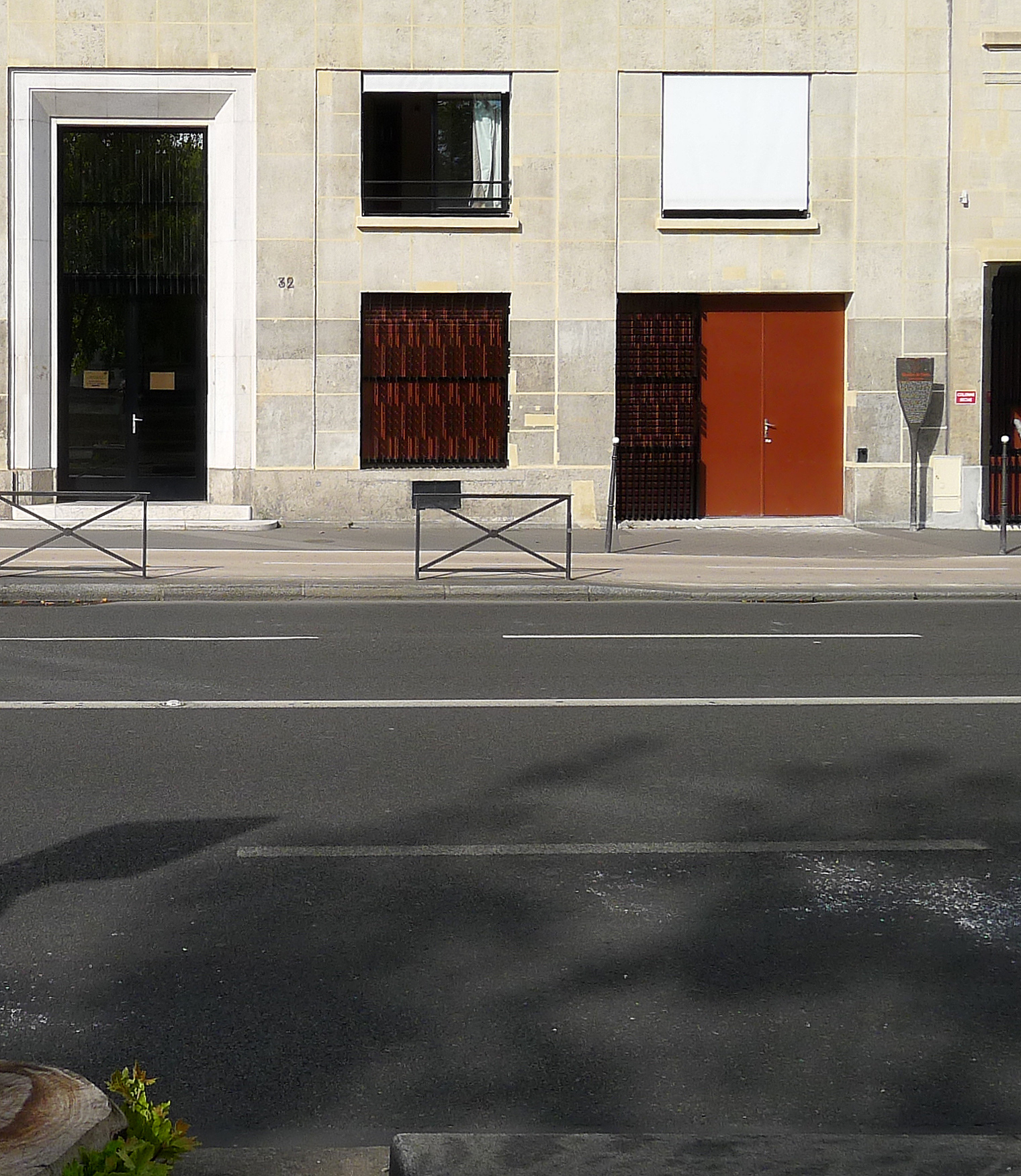
No 32, quai des Célestins : borne de Paris signalant l'emplacement de cette ancienne tour.